# Megaselia pressifrons
Megaselia pressifrons är en tvåvingeart som beskrevs av Schmitz 1929. Megaselia pressifrons ingår i släktet Megaselia och familjen puckelflugor. Inga underarter finns listade i Catalogue of Life.